# Memoriał Alfreda Smoczyka 1970
XX Memoriał Alfreda Smoczyka odbył się 20 września 1970. Wygrał rybniczanin Andrzej Wyglenda.

## Wyniki
- 20 września 1970 (niedziela), Stadion im. Alfreda Smoczyka (Leszno)
- Najlepszy Czas Dnia: Józef Jarmuła 76,20 sek. w 5 wyścigu

| Msc. | Zawodnik                  | Klub                     | Pkt |             |  |
| ---- | ------------------------- | ------------------------ | --- | ----------- |  |
| 1    | (2) Andrzej Wyglenda      | ROW Rybnik               | 15  | (3,3,3,3,3) |  |
| 2    | (10) Zdzisław Dobrucki    | Unia Leszno              | 14  | (3,2,3,3,3) |  |
| 3    | (9) Józef Jarmuła         | Śląsk Świętochłowice     | 11  | (w,3,3,3,2) |  |
| 4    | (7) Stanisław Kasa        | Polonia Bydgoszcz        | 10  | (2,3,2,2,1) |  |
| 5    | (6) Jerzy Gryt            | ROW Rybnik               | 9   | (1,1,3,1,3) |  |
| 6    | (4) Jerzy Padewski        | Stal Gorzów Wlkp.        | 8   | (2,1,d,2,3) |  |
| 7    | (3) Wiktor Waloszek       | Śląsk Świętochłowice     | 8   | (1,1,2,2,2) |  |
| 8    | (13) Stanisław Bombik     | Kolejarz Opole           | 7   | (3,1,1,2,0) |  |
| 9    | (5) Jerzy Kowalski        | Unia Leszno              | 7   | (u,2,2,1,2) |  |
| 10   | (1) Zbigniew Jąder        | Unia Leszno              | 6   | (0,d,1,3,2) |  |
| 11   | (8) Zbigniew Marcinkowski | Zgrzeblarki Zielona Góra | 6   | (3,2,u,0,1) |  |
| 12   | (11) Bogusław Nowak       | Stal Gorzów Wlkp.        | 6   | (1,2,2,1,0) |  |
| 13   | (12) Paweł Protasiewicz   | Zgrzeblarki Zielona Góra | 5   | (2,d,1,1,1) |  |
| 14   | (12) Czesław Odrzywolski  | Start Gniezno            | 4   | (2,0,1,0,1) |  |
| 15   | (16) Benedykt Kosek       | Polonia Bydgoszcz        | 3   | (0,3,0,0,0) |  |
| 16   | (15) Stanisław Skowron    | Kolejarz Opole           | 1   | (1,0,0,0,0) |  |
|      | (R1) Zdzisław Waliński    | Unia Leszno              | ns  |             |  |

## Bieg po biegu
1. (76,30) Wyglenda, Padewski, W. Waloszek, Zb. Jąder
2. (78,70) Marcinkowski, Kasa, Gryt, J. Kowalski
3. (78,30) Z. Dobrucki, Paweł Protasiewicz, B. Nowak, Jarmuła (w)
4. (78,10) Bombik, Odrzywolski, Skowron, Kosek
5. (76,20) Jarmuła, J. Kowalski, Bombik, Zb. Jąder (d)
6. (76,40) Wyglenda, Z. Dobrucki, Gryt, Odrzywolski
7. (77,80) Kasa, B. Nowak, W. Waloszek, Skowron
8. (77,60) Kosek, Marcinkowski, Padewski, Paweł Protasiewicz (d)
9. (77,40) Gryt, B. Nowak, Zb. Jąder, Kosek
10. (76,80) Wyglenda, J. Kowalski, Paweł Protasiewicz, Skowron
11. (77,30) Jarmuła, W. Waloszek, Odrzywolski, Marcinkowski (u)
12. (76,90) Dobrucki, Kasa, Bombik, Padewski (d)
13. (78,00) Zb. Jąder, Kasa, Paweł Protasiewicz, Odrzywolski
14. (77,90) Wyglenda, Bombik, B. Nowak, Marcinkowski
15. (77,50) Dobrucki, W. Waloszek, J. Kowalski, Kosek
16. (77,40) Jarmuła, Padewski, Gryt, Skowron
17. (78,30) Dobrucki, Zb. Jąder, Marcinkowski, Skowron
18. (76,50) Wyglenda, Jarmuła, Kasa, Kosek
19. (78,20) Gryt, W. Waloszek, Paweł Protasiewicz, Bombik
20. (78,50) Padewski, J. Kowalski, Odrzywolski, B. Nowak